# واربورغ (ألبرتا)
واربورغ (بالإنجليزية: Warburg, Alberta)‏ هي village in Alberta تقع في كندا في ألبرتا. يقدر عدد سكانها بـ 789 نسمة ومساحتها 2.70 كم2 وترتفع عن سطح البحر 820 متر.